# Henry Appia
Henry Paul Appia (* 15. September 1861, abweichend 15. August 1861 in Palermo; † 28. Juni 1901 in Genf, abweichend Torre Pellice) war ein Schweizer evangelischer Geistlicher.

## Leben

### Familie
Henry Appia entstammte einer aus den Waldensertälern des Piemont eingewanderten Familie. Er war der Sohn des Georges Appia (* 8. Januar 1827 in Frankfurt am Main; † 22. September 1910 in Torre Pellice), Pfarrer in Italien und Frankreich und später Vizepräsident vom Société des missions évangéliques de Paris, und dessen Ehefrau, die Engländerin Helen (* 9. Juni 1831 in Birmingham; † 9. Dezember 1928 in Paris) (geb. Sturge); er hatte noch sieben Geschwister.
Sein Onkel war der Mitbegründer des Internationalen Komitees vom Roten Kreuz Louis Appia.
Er war seit 1886 mit Thérèse Marguerite Augusta (* 3. September 1859 in Lausanne; † 8. Dezember 1952 in Genf), Tochter von William Rey (1821–1888), verheiratet; gemeinsam hatten sie sechs Kinder, hiervon war seine Tochter Béatrice Sophie Adèle Appia (* 3. Dezember 1899 in Les Eaux-Vives; † 30. September 1998 in Versailles) mit dem Maler und Schriftsteller Eugène Dabit in erster Ehe verheiratet; in zweiter Ehe heiratete sie den französischen Kolonialbeamten Louis Blacher.

### Werdegang
Henry Appia immatrikulierte sich 1880 an der Universität Berlin und studierte Theologie bis 1885 auch an der Universität Neuenburg und der Universität Erlangen.
Nach dem Studium wurde er 1885 Pfarrer im belgischen Nessonvaux bei Trooz, bevor er 1890 Pfarrer im französischen Codognan wurde; in dieser Zeit wurde er mit seiner Dissertation La Théologie naturelle et le Néokantisme théologique 1886 zum Bakkalaureat der Theologie ernannt und erhielt noch im gleichen Jahr seine Ordination in Paris. Nachdem er von 1890 bis 1891 als Pfarrer in Codognan wirkte, wurde er Pfarrer in Turin und 1897 Pfarrer der Union nationale évangélique in Genf.
1898 erfolgte seine Berufung zum Professor der praktischen Theologie an der theologischen Schule der Genfer Freikirche.

## Schriften (Auswahl)
- La Théologie naturelle et le Néokantisme théologique. Liége Vaillant-Carmanne 1886.
- L’Epître de Saint Paul aux Ephesiens. Lausanne: Bridel, 1892.
- Prédications sociales. Genf 1896.
- Les Réveils religieux. Dole: Impr. de L. Bernin, 1897.
- Le Royaume de Dieu et le monde. Vals-les-bains: E. Aberlen, 1901.